# Amalie Hohenester

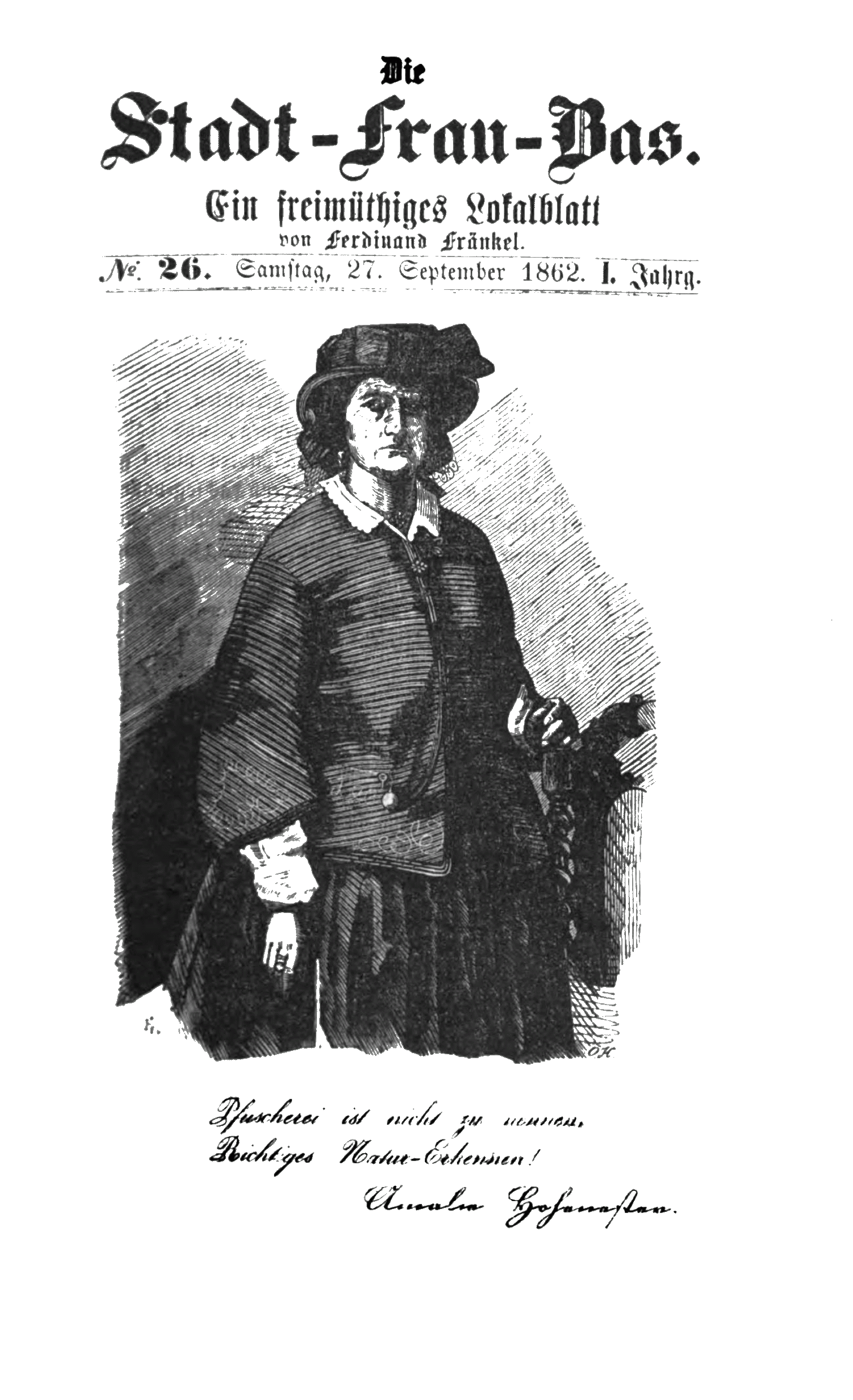
Amalie Hohenester auf dem Titel einer Lokalzeitung von 1862

Amalie Hohenester (Vorname auch zu Mali verkürzt) (* 4. Oktober 1827 in Vaterstetten als Amalie Nonnenmacher; † 24. März 1878 in Mariabrunn) wurde als Wunderheilerin und so genannte „Doktorbäuerin“ bekannt. Von 1863 bis zu ihrem Tod betrieb sie das damals berühmte Heilbad Mariabrunn im Dachauer Land. Sie wird oft zu den schillerndsten Frauengestalten Bayerns im 19. Jahrhundert gezählt. Die Geschichte ihrer Person wird von zahlreichen Legenden und Anekdoten umrankt.

## Leben

### Marschall bei Holzkirchen
Amalie Hohenester war die Tochter von Bibiana und Michael Nonnenmacher. Die Mutter, eine willensstarke und energische Person, der ein unguter Ruf anhaftete, stammte aus Ungarn. Ihr wurde „Wettermachen“ und dergleichen nachgesagt. Außerdem war sie beim Landgericht Miesbach wegen Abtreibung verzeichnet. Sie besaß Kenntnisse im Umgang mit Kräutern und den daraus gewonnenen Essenzen, die sie später an ihre Tochter weitergab. Der Vater, „Haberlbauer“ zu Marschall bei Holzkirchen, war außerdem Pferdehändler. Amalie war das fünfte Kind. Ihre Brüder machten im bayerischen Oberland als Angehörige der „Haberl-Bande“ von sich reden. Diese war für zahlreiche Delikte wie Raub und Wilderei verantwortlich.
Auch Amalie kam bereits als 14-Jährige mit dem Gesetz in Konflikt, als sie amtliche Siegel abriss. Danach fiel sie durch Herumstreunen und Diebstahl auf. Mit 17 Jahren wurde sie wegen „lüderlichen Lebenswandels“ festgenommen und in der weiteren Folge mit behördlichen Auflagen belegt, die ihr das Verlassen des Heimatbezirks für zwei Jahre verboten. Sie hielt sich aber nicht daran, so dass sie es immer wieder mit der Polizei zu tun hatte. Mit 23 Jahren arbeitete sie als Dienstmagd in München, wo sie häufig die Stelle wechselte. Bei einer Gräfin Sandizell, die sie auf Reisen mitnahm, lernte sie den Umgang in Gesellschaft, was ihr später noch zugutekam. Bei der Gräfin kam es dann aber ebenfalls zu einer überstürzten Beendigung des Beschäftigungsverhältnisses.
Im Mai 1856 wurde sie in Frankfurt aufgegriffen und nach München abgeschoben. Zurück in Marschall, begann sie, zusammen mit ihrer Mutter, Kranke aus der Umgebung zu behandeln und eignete sich dabei naturheilkundliches Wissen und weitere Fähigkeiten im Umgang mit Menschen an. Wegen „Pfuscherei“ wurde die 32-Jährige 1859 vom Landgericht Miesbach zu zwei Tagen Polizeiarrest verurteilt. Allerdings war der Begriff Pfuscherei damals noch nicht mit der negativen Konnotation von heute verbunden, sondern bezeichnete eine heilende Tätigkeit ohne entsprechende ärztliche Ausbildung, vergleichbar der eines Baders. Eine ärztliche Betätigung ohne diese Voraussetzung war aber auch damals schon nach einem Paragraphen nicht erlaubt.

### Deisenhofen
Mit 34 Jahren heiratete Amalie Nonnenmacher am 14. Oktober 1861 den gleichaltrigen Benedikt Hohenester, den sie über einen ihrer Brüder kennengelernt hatte. Auf dessen Wagnerbauern-Hof in Deisenhofen richtete sie unmittelbar nach ihrem Einzug ihre „Praxis“ ein. Die Diagnose stellte sie aufgrund der Befragung des Patienten, weiterer Informationen, die sie über ihn herausfand und der Harnschau. Zur Therapie verordnete sie strenge Diät und selbst aus Kräutern hergestellte Tinkturen, Tees und Salben. Dabei entwickelte sie einen erfolgreichen Geschäftssinn, indem sie sich die Medikamente teuer bezahlen ließ. Beratung war dagegen meist kostenlos, insbesondere bei den einfachen Leuten. Schon bald sprachen sich die Methoden der Amalie Hohenester gerüchteweise herum und erste Münchner Zeitungen befassten sich mit dem Phänomen. Die Behörden reagierten skeptisch darauf, unter anderem mit einer Anklage wegen „Kurpfuscherei und Quacksalberei“. Trotzdem hielt ihr Erfolg an.

### Mariabrunn

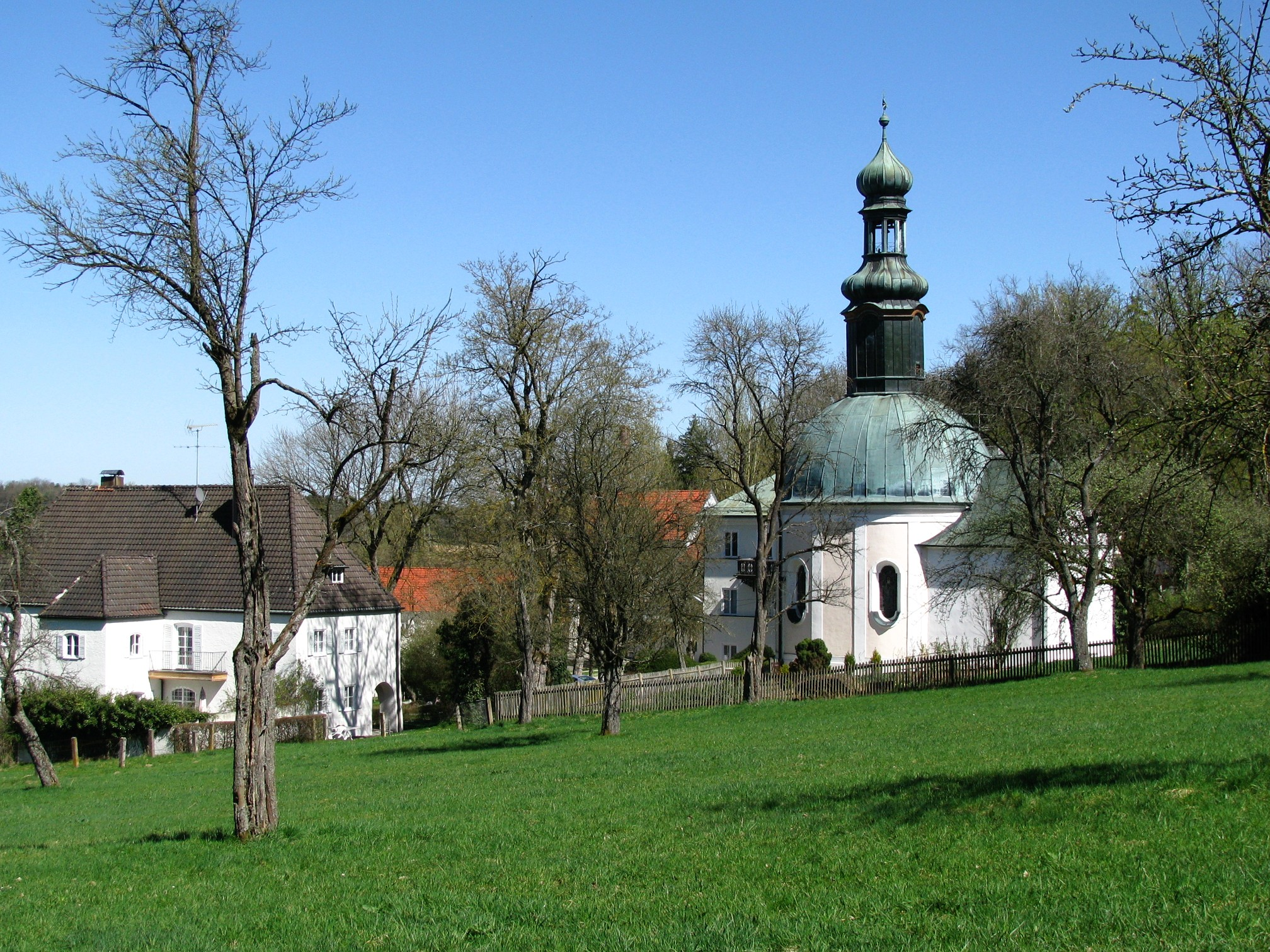
Mariabrunn, die Wirkungsstätte der Amalie Hohenester

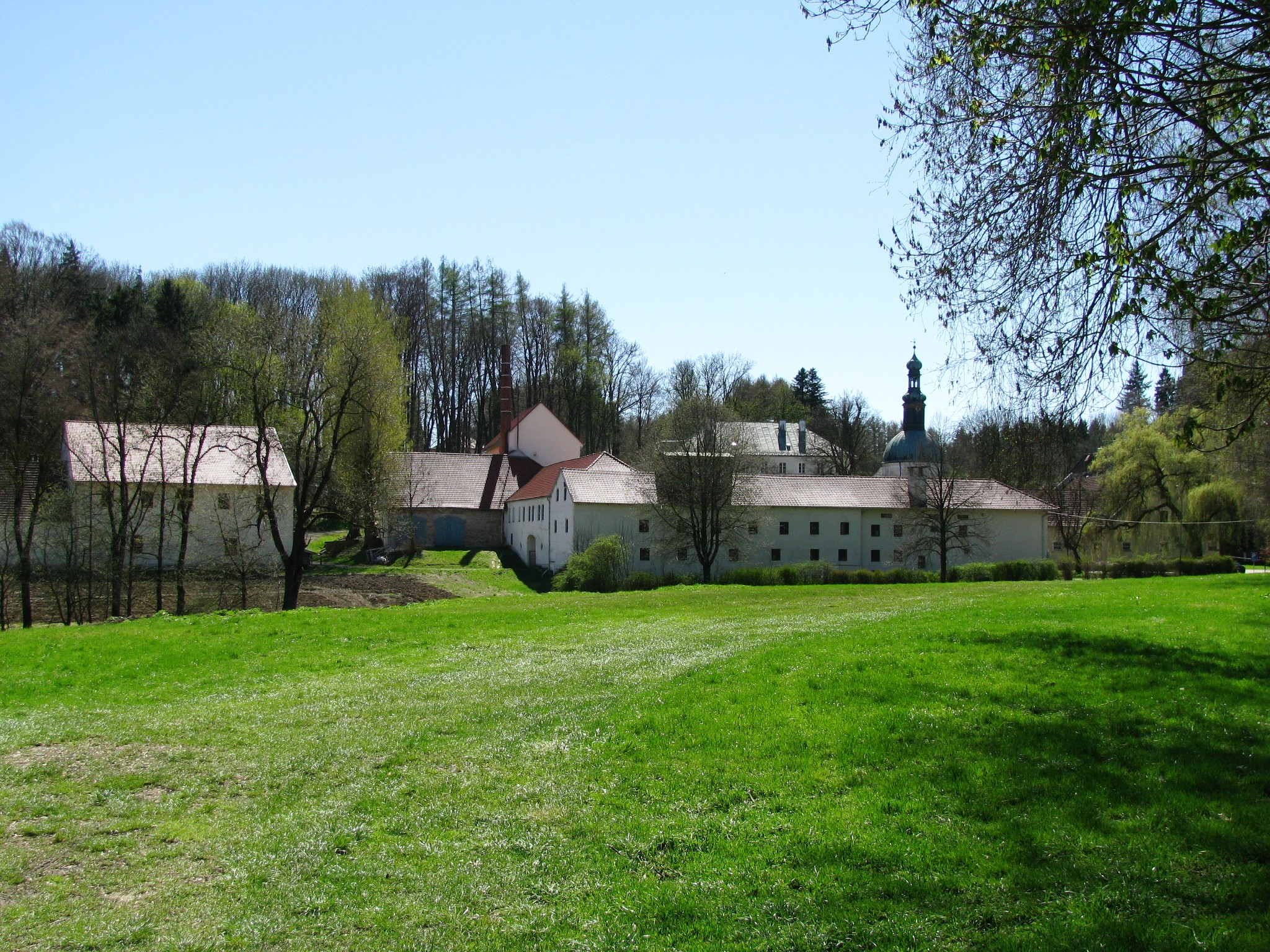
Gut Mariabrunn

Gegen Ende des Jahres 1862 erwarb das Ehepaar Hohenester ein Anwesen in Mariabrunn, das zuvor als Heilbad und Wallfahrtsort bekannt war, zu der Zeit aber keine Bedeutung mehr hatte. Dies änderte sich allerdings wieder nach dem Tag, als am 13. Januar 1863 Amalie Hohenester mit ihrem Mann, der dabei wohl nicht viel mitzureden hatte, nach Mariabrunn übersiedelte. Zu ihren bisher schon eingesetzten therapeutischen Maßnahmen kamen nun noch Bäder und Güsse hinzu. Mit ihren Kuren erzielte sie bei zahlreichen Gästen Linderung der Beschwerden und offenbar auch Heilungen, ihr Erfolg sprach sich bis zu höchsten gesellschaftlichen Kreisen herum und ihr Heilbad florierte. 1866 erfolgten die ersten großen An- und Umbauten. Großfürst Nikolai Nikolajewitsch, Baron von Rothschild, Fürst Woronzoff, Großfürstin Vera und Kaiserin Elisabeth von Österreich sollen bei Hohenester Rat gesucht haben. Ihre Patienten waren von ihren Fähigkeiten überzeugt und versprachen sich Heilung, während sie von den Ärzten angefeindet und als Kurpfuscherin abgestempelt wurde. Schlau wies sie wirklich schwer Kranke mit der Begründung ab: „Für dich ist meine Kur zu stark.“
Um Konflikte mit den Behörden zu umgehen, ließ sie sich einige Kniffe einfallen. So stellte sie einen Badearzt ein, der dann als Strohmann fungierte. Mit dem enormen wirtschaftlichen Erfolg stieg die Zahl ihrer Neider. Da sie es aber schaffte, sich Gönner unter den Beamten zu verschaffen, ließen die behördlichen Repressalien mit der Zeit nach.
Nachdem sich ihr Gesundheitszustand im Winter 1877 stark verschlechtert hatte, starb Amalie Hohenester am 24. März 1878 im Alter von 50 Jahren an Herzversagen. In der Bevölkerung war von „Herzverfettung“ oder einem unnatürlichen Tod die Rede, da sie ihren schlechten Zustand nach außen verborgen hielt. Vermutlich hatte sie neben einer Herzerkrankung aber auch Brustkrebs, den sie monatelang vergeblich selbst zu behandeln versuchte. Nach ihrem Tod fiel das Heilbad wieder in die Bedeutungslosigkeit, obwohl ihre Nichte Ottilie, die mit ihr eng zusammenarbeitete und ihre Rezepturen kannte, versuchte, den Betrieb aufrechtzuerhalten.
Da die Ehe kinderlos geblieben war, erbte ihr Mann, der bereits drei Monate nach der Beerdigung wieder heiratete, ihren ganzen Besitz.
Ihre letzte Ruhestätte fand Amalie Hohenester auf dem Friedhof der Pfarrkirche St. Peter in Ampermoching.

## Würdigungen
Am 1. März 1956 wurde im Münchner Stadtteil Aubing eine Straße nach Amalie Hohenester benannt. In Deisenhofen gibt es ebenfalls eine Straße, die nach der „Doktorbäuerin“ benannt ist. In Marschall bei Holzkirchen wurde ebenfalls eine Straße nach ihr benannt.

## Bearbeitungen des Themas
Das bewegte Leben der Amalie Hohenester ist des Öfteren in Literatur, Film und darstellender Kunst aufgegriffen worden. So existieren zahlreiche Romane, Volksstücke und zwei Filme darüber. Im Film Die Kurpfuscherin aus dem Jahr 1974 nach dem Drehbuch von Hans Fitz spielt neben Walter Sedlmayr, Edda Seippel und anderen Maria Schell die Hauptfigur. 1997 produzierte der Bayerische Rundfunk den zweiteiligen Fernsehfilm Mali mit Christine Neubauer.
Ebenfalls von Hans Fitz stammt das Drehbuch des 1973 vom Bayerischen Rundfunk produzierten Hörspieles Madame Hohenester. Regie führte Edmund Steinberger, Elfie Pertramer sprach die Amalie Hohenester.
1992 veröffentlichte Norbert Göttler den Roman Die Pfuscherin mit historisch authentisch dargestelltem Hintergrund.